# Joseph John Richards
Joseph John Richards (Cwmavon (county borough Torfaen), 27 augustus 1878 – Long Beach (Californië), 16 maart 1956) was een Amerikaans componist, dirigent en kornettist van Welshe afkomst.

## Levensloop
Richards familie emigreerde in 1882 naar Peterson (Kansas) in de Verenigde Staten. Al op 10-jarige leeftijd leerde hij verschillende koperblaasinstrumenten bespelen en was lid van verschillende blaasorkesten. Op 19-jarige leeftijd werd hij dirigent van de Norton-Jones Circus Band en dat was het begin van een lange carrière als dirigent in talrijke ensembles. In 1906 werd hij solokornettist bij de Adam Forepaugh-Sells Brothers Circus Band. Later stapte hij over naar de bekende Barnum & Bailey Circus Band en was van 1911 tot 1918 dirigent van de Ringling Brothers Circus Band.
Eveneens studeerde hij in deze tijd aan het Kansas State Teachers College in Pittsburg (Kansas) en aan het American Conservatory of Music in Chicago. In het begin van de jaren 20 was hij muziekleraar en dirigent van verschillende school-harmonieorkesten in steden in Illinois. In 1937 was hij onder andere in Sterling (Illinois) dirigent en bleef in deze functie tot 1944. In 1945 volgde hij als dirigent Herbert L. Clarke van de Municipal Band in Long Beach (Californië) op en bleef in deze functie tot 1950. Tussendoor ging hij in de lente en de zomer opnieuw naar Illinois en dirigeerde aldaar de Mount Morris Band alhoewel hij in de herfst en in de winter in Long Beach verbleef.
Van 1939 tot 1948 was hij voorzitter van de American Bandmasters Association (ABA).
Vanaf 1899 schreef hij ongeveer 300 werken, vooral marsen en andere werken voor zijn harmonieorkesten. Het bekendste werk is de mars Emblem of Unity.

## Composities

### Werken voor harmonieorkesten en brassbands
- 1909 Geneva, galop
- 1909 Show World, mars
- 1909 Visalia, galop
- 1910 Celebrity, mars
- 1910 Okolona, mars
- 1910 The Standard, quadrille
- 1911 Cron Celerita, mars
- 1911 Rameses, mars
- 1912 Speedway, galop
- 1918 Cotuit Park, mars
- 1925 In Fretta, galop
- 1925 Ozark Trails, mars
- 1925 Trio from Giuseppe Verdi's Opera - "Attila"
- 1928 Kansas City - Florida Special, mars
- 1928 The Great Plains, mars
- 1928 The Waltonian, mars
- 1929 Pride of Missouri, mars
- 1931 Home Coming, mars
- 1931 Hutchinson Field, mars
- 1932 Bagatelle, mars
- 1932 Midwest, mars
- 1932 To the Frontier - March
- 1932 Villetta, polka voor trombone en harmonieorkest
- 1933 Florida, mars
- 1933 Sunbeams, Caprice voor klarinet en harmonieorkest
- 1934 Cadets on Parade, mars
- 1934 Easterner, mars
- 1934 Westerner, mars

- 1935 The New Freedom, mars
- 1935 University of Kansas, mars
- 1935 Wichita Beacon, mars
- 1936 Berkeley, mars
- 1936 Campus Queen, mars
- 1936 Cove Gap, mars
- 1936 Greenway, mars
- 1936 Hardin, mars
- 1936 Hillsboro, mars
- 1936 Junior-Senior Frolic, mars
- 1936 Kinderhook, mars
- 1936 March of Time No. 1
- 1936 McGehee, mars
- 1936 Mecklenburg, mars
- 1936 Port Conway, mars
- 1936 Quincy, mars
- 1936 Raleigh, mars
- 1936 Shadwell, mars
- 1936 Summerhill, mars
- 1936 Susanna, novelty mars
- 1936 Triumph of Alexander - Overture
- 1936 Westmoreland, mars
- 1938 Charlemange, ouverture
- 1938 Salute to Sterling, mars
- 1939 Shield of Liberty, mars
- 1940 Ballyhoo, mars
- 1940 Blue and White, mars
- 1940 Blue Devil Mounties, mars

- 1940 Bombshell, mars
- 1940 Cavalier, mars
- 1940 Central High, mars
- 1940 Happy Days, mars
- 1940 Hi-Stepper, mars
- 1940 Johnny Trombone, mars
- 1940 Majorettes, mars
- 1940 Rainbow, mars
- 1940 Rocket, mars
- 1940 Sportland, mars
- 1940 Stadium Echoes, mars
- 1940 The Twirlers, mars
- 1940 Time Out - March
- 1941 Emblem of Unity, mars
- 1941 Hail America, mars
- 1941 March of Time No. 2
- 1943 Carry on to Victory, mars
- 1944 The American Ranger
- 1946 West of the Rockies, mars
- 1947 Rainbow Pier, mars
- 1948 Golden Bear, mars[1]
- 1951 Crusade for Freedom, mars
- 1951 Triad, voor drie cornetten/trompetten en harmonieorkest
- 1952 Hail Miami!, mars
- 1953 All Western Band Review
- Barnum, mars

### Kamermuziek
- 1953 Falcaro, voor altsaxofoon en piano